# Halowe Mistrzostwa Świata w Lekkoatletyce 1997 – sztafeta 4 × 400 m kobiet
Sztafeta 4 × 400 m kobiet – jedna z konkurencji rozgrywanych podczas halowych mistrzostw świata w lekkoatletyce w 1997. Eliminacje miały miejsce 8 marca, finał zaś odbył się 9 marca.
Udział w tej konkurencji brały ekipy reprezentujące 7 państw. Zawody te wygrała reprezentacja Rosji, drugą pozycję zajęły zawodniczki ze Stanów Zjednoczonych, trzecią zaś reprezentantki Niemiec.

## Wyniki

### Eliminacje
Źródło: 
Grupa A
| Miejsce | Zawodniczki                                                                         | Państwo         | Wynik   | Uwagi |
| ------- | ----------------------------------------------------------------------------------- | --------------- | ------- | ----- |
| 1.      | Anja Knippel Anke Feller Heike Meissner Anja Rücker                                 | Niemcy          | 3:31,56 |       |
| 2.      | Michelle Thomas Jennifer Stoute Donna Fraser Sally Gunnell                          | Wielka Brytania | 3:35,36 |       |
| 3.      | Marie-Line Scholent Sandrine Thiébaud-Kangni Nicole Delars Marie-Francoise Opheltes | Francja         | 3:35,39 |       |

Grupa B
| Miejsce | Zawodniczki                                                                  | Państwo           | Wynik   | Uwagi |
| ------- | ---------------------------------------------------------------------------- | ----------------- | ------- | ----- |
| 1.      | Tatjana Czebykina Natalja Szarowa Jekatierina Bachwałowa Tatjana Aleksiejewa | Rosja             | 3:29,85 | WL    |
| 2.      | Tatjana Mowczan Aelita Jurczenko Hałyna Misiruk Olha Moroz                   | Ukraina           | 3:31,11 |       |
| 3.      | Naděžda Koštovalová Ludmila Formanová Helena Fuchsová Hana Benešová          | Czechy            | 3:31,23 |       |
| 4.      | Anita Howard Carlette Guidry Natasha Kaiser-Brown Shannelle Porter           | Stany Zjednoczone | 3:31,87 |       |

### Finał
Źródło: 
| Miejsce | Zawodniczki                                                                | Państwo           | Wynik   | Uwagi |
| ------- | -------------------------------------------------------------------------- | ----------------- | ------- | ----- |
| 01 !    | Tatjana Czebykina Swietłana Gonczarenko Olga Kotlarowa Tatjana Aleksiejewa | Rosja             | 3:26,84 | WR    |
| 02 !    | Shanelle Porter Natasha Kaiser-Brown Anita Howard Jearl Miles-Clark        | Stany Zjednoczone | 3:27,66 | AR    |
| 03 !    | Anja Rücker Anke Feller Heike Meissner Grit Breuer                         | Niemcy            | 3:28,39 |       |
| 4.      | Naděžda Koštovalová Ludmila Formanová Helena Fuchsová Hana Benešová        | Czechy            | 3:28,47 |       |
| 5.      | Tetjana Mowczan Aelita Jurczenko Hałyna Misiruk Olha Moroz                 | Ukraina           | 3:30,43 |       |
| 6.      | Phylis Smith Sally Gunnell Michelle Thomas Donna Fraser                    | Wielka Brytania   | 3:32,25 | NR    |